# Chilo, Ohio
Chilo, Ohio (енгл. Chilo) град је у америчкој савезној држави Охајо.

## Демографија
По попису из 2010. године број становника је 63, што је 34 (-35,1%) становника мање него 2000. године.
| Група             | 2000.      | 2010.      |
| Белци             | 95 (97,9%) | 62 (98,4%) |
| Афроамериканци    | 0 (0,0%)   | 0 (0,0%)   |
| Азијати           | 0 (0,0%)   | 0 (0,0%)   |
| Хиспаноамериканци | 0 (0,0%)   | 0 (0,0%)   |
| Укупно            | 97         | 63         |